# 第53軍 (日本軍)
第53軍（だいごじゅうさんぐん）は、大日本帝国陸軍の軍の一つ。

## 沿革
大東亜戦争（太平洋戦争・第二次世界大戦）末期の1945年（昭和20年）、帝國陸海軍は海外の占領地や太平洋上の島々を次々と失い、大日本帝國は国家滅亡の危機に立たされた。すなわち同年1月、フィリピンの戦い（陸軍省コードネーム捷号作戦）に敗れ、3月には火山列島の硫黄島で2万人もの兵力が総員玉砕する大惨敗を喫し、4月には沖縄に連合国軍が上陸、沖縄戦がスタートしていた。
大本営は第二次兵備を決定し、すぐそこまで迫っていた本土決戦（陸軍省コードネーム決号作戦、米軍コードネームコロネット作戦）に向けた帝都東京の守りを充実させようとしていた。本軍団はその一環として、茨城県を担当する第51軍、千葉県を担当する第52軍共に同年4月8日付で編制完結。第12方面軍戦闘序列に編入され、先の第一次兵備で編制された沿岸配備師団の第140師団を軍団の隷下に組み込んだ。5月の第三次兵備では、同じく沿岸配備師団の第316師団も隷下に組み込んだ。
本軍団の本陣は、当初神奈川県平塚市の第11砲兵司令部内、ついで中郡伊勢原町に移駐してきた第316師団内に置かれ、本土決戦に突入した場合、アメリカ合衆国陸軍を中心とする連合国軍の関東上陸作戦で適地になると予想された相模湾沿岸の神奈川県湘南地域（三浦半島以西）と静岡県伊豆半島東海岸の守りに備えていた。

ところが同年8月15日、第42代内閣総理大臣鈴木貫太郎がポツダム宣言を受諾して帝国陸海軍は降伏。これを受けて本軍は武装解除させられ、当初の設立目的だった本土決戦で活躍することなく、その任務を終えた。

## 軍概要

### 司令官
- 赤柴八重蔵 中将（陸士24期）：1945年（昭和20年）4月7日 - 終戦

### 参謀長
- 小野打寛 少将（陸士33期）：1945年（昭和20年）4月6日 - 終戦

### 最終司令部構成
- 司令官：赤柴八重蔵中将
- 参謀長：小野打寛少将
- 高級参謀：田中忠勝大佐
- 高級副官：吉岡利助中佐

### 最終所属部隊
- 第84師団：佐久間為人中将[2]
- 第140師団：物部長鉾中将[2]
- 第316師団：柏徳中将[3]
- 独立混成第117旅団：平桜政吉少将[3]
- 独立戦車第2旅団（神奈川県高座郡有馬村：現・海老名市）：佐伯静夫大佐[3]
  - 戦車第2連隊：藤井繁雄中佐
  - 戦車第41連隊：小野寺孝男少佐
  - 独立戦車第2旅団機関砲隊 　 　 　
  - 独立戦車第2旅団輜重隊：中村嘉都人少佐　
  - 独立戦車第2旅団整備隊：為重敏少佐
- 第11砲兵司令部（神奈川県平塚市）：長林勝由少将[4]
  - 砲兵情報第5連隊（満州より転入）：佐々木吉雄大佐
  - 野戦重砲兵第2連隊（満州より転入）：石田政吉大佐
  - 野戦重砲兵第13大隊（満州より転入）
  - 独立重砲兵第13大隊：財前伊織少佐
  - 独立重砲兵第36大隊：宮井幾三大尉
  - 迫撃第14大隊（満州より転入）：野村寅次少佐
- 独立混成第36連隊（静岡県賀茂郡下田町）：武藤束中佐
- 独立混成第37連隊（房総）：植田斉大佐
- 独立工兵第74大隊：坂本光令少佐
- 独立工兵第98大隊
- 独立工兵第99大隊
- 電信第50連隊（厚木）：道野四郎少佐
- 特設警備第14中隊
- 特設警備第101中隊
- 特設警備第107中隊
- 第151兵站地区隊本部（相模原）
  - 兵站勤務第151中隊
- 第20野戦勤務隊本部（真鍋）